# Plešivica pri Žalni
Plešivica pri Žalni je naselje v Občini Grosuplje.